# Megalithanlagen im Alléskov
Die eng benachbarten Megalithanlagen im Alléskov (auch Gammel Kohaveskov genannt) liegen südwestlich von Diernæs, östlich von Faaborg auf der Insel Fünen in Dänemark. Sie bestehen aus drei Langdyssen und einem Ganggrab (dänisch Jættestue).
Die Anlagen der Trichterbecherkultur (TBK – 3500–2800 v. Chr.) stammen aus dem Neolithikum. Alle Megalithanlagen wurden 1954 restauriert, wobei umgestürzte Steine aufgerichtet wurden. Die Langhügel haben nur einen Dolmen. Zwei haben besonders große Steine, an den schmalen Endseiten.

Lage von Diernæs

## Langdysse 1
Der 0,9 bis 1,1 m hohe, Nordwest-Südost-orientierte Langhügel (Hünenbett) ist 14 bis 15 m lang und 8 bis 9 m breit. 27 große Randsteine teilweise in situ, teilweise verkippt sind erhalten. Der Hügel enthält die ausgegrabene Kammer eines Polygonaldolmens aus sieben kleinen Tragsteinen und dem abgewälzten Deckstein. Die Lücken zwischen den Steinen sind mit Zwischenmauerwerk (auch Zwickelfüllung genannt, dänisch tørmur) gefüllt. Südlich neben der Kammer liegt ein größerer Stein. Auf dem Hügel liegen viele kleinere Steine.
Im unteren Kammerbereich fanden sich Grab- und Knochenfunde mehrerer Bestattungen. Außerhalb der Grabkammern wurden in der Nähe der Randsteine Äxte aus Feuerstein gefunden.

## Langdysse 2
Der 1,2 bis 1,4 m hohe, Nordwest-Südost-orientierte Langhügel ist etwa 20,0 m lang und 8 bis 9 m breit. Von den teilweise in situ, teilweise verkippten Randsteinen sind 12 bis 14 erhalten. Einige an den Schmalseiten sind sehr groß. Etwa in der Mitte liegt eine rechteckigen mit Erde gefüllten Kammer mit einem etwas verschobenen großen Deckstein.

## Langdysse 3
Der 1,6 bis 1,8 m hohe, Nordwest-Südost-orientierte Langhügel ist 31 bis 32 m lang und 8 bis 9 m breit. Von den zumeist verkippten kleinen Randsteinen sind 26 bis 29 erhalten. Etwa in der Mitte ist eine rechteckige mit Erde gefüllte Kammer von 1,1 × 0,9 m bestehend aus vier Steinen erhalten.

## Ganggrab
Das kleine Ganggrab hat eine polygonale, mir Erde gefüllte Kammer von 1,6 × 1,6 m aus fünf kleinen Tragsteinen und einem kurzen Gang. Kammer und Gang sind von je einem Decksteinen bedeckt. Der Hügel hier ist fast verschwunden und es wurden keine Randsteine gefunden.